# 西ノ口村
西ノ口村（にしのくちむら）は、愛知県知多郡にかつて存在した村。
現在の常滑市の一部（西之口・住吉町・蓮池町など）に該当する。

## 歴史
- 1878年（明治11年） - 大野村、榎戸村、西之口村、蒲池村が合併し、大野村となる
- 1883年（明治16年） - 大野村が、大野村、榎戸村、西ノ口村、蒲池村に分立する。
- 1889年（明治22年）10月1日 - 西ノ口村と蒲池村が合併し、西ノ口村が発足。
- 1906年（明治39年）5月1日 - 榎戸村、多屋村と合併し、鬼崎村発足。同日西ノ口村は廃止となる。